# 克列梅涅茨区
克列梅涅茨区（烏克蘭語：Кременецький район），或譯克雷梅內茨區，是烏克蘭西部捷爾諾波爾州的一個區，行政中心設於克列梅涅茨，人口数量为141,675人（2021年估计）。

## 历史
2020年7月18日作为乌克兰行政区划改革的一部分，捷爾諾波爾州的区份数量减至3个，克列梅涅茨区的面积显著增加。改革前克列梅涅茨区的面积为918平方公里，2020年人口数量为45,884人。

## 行政区划
克列梅涅茨区下分为8个市镇。